# Eugène Damoye

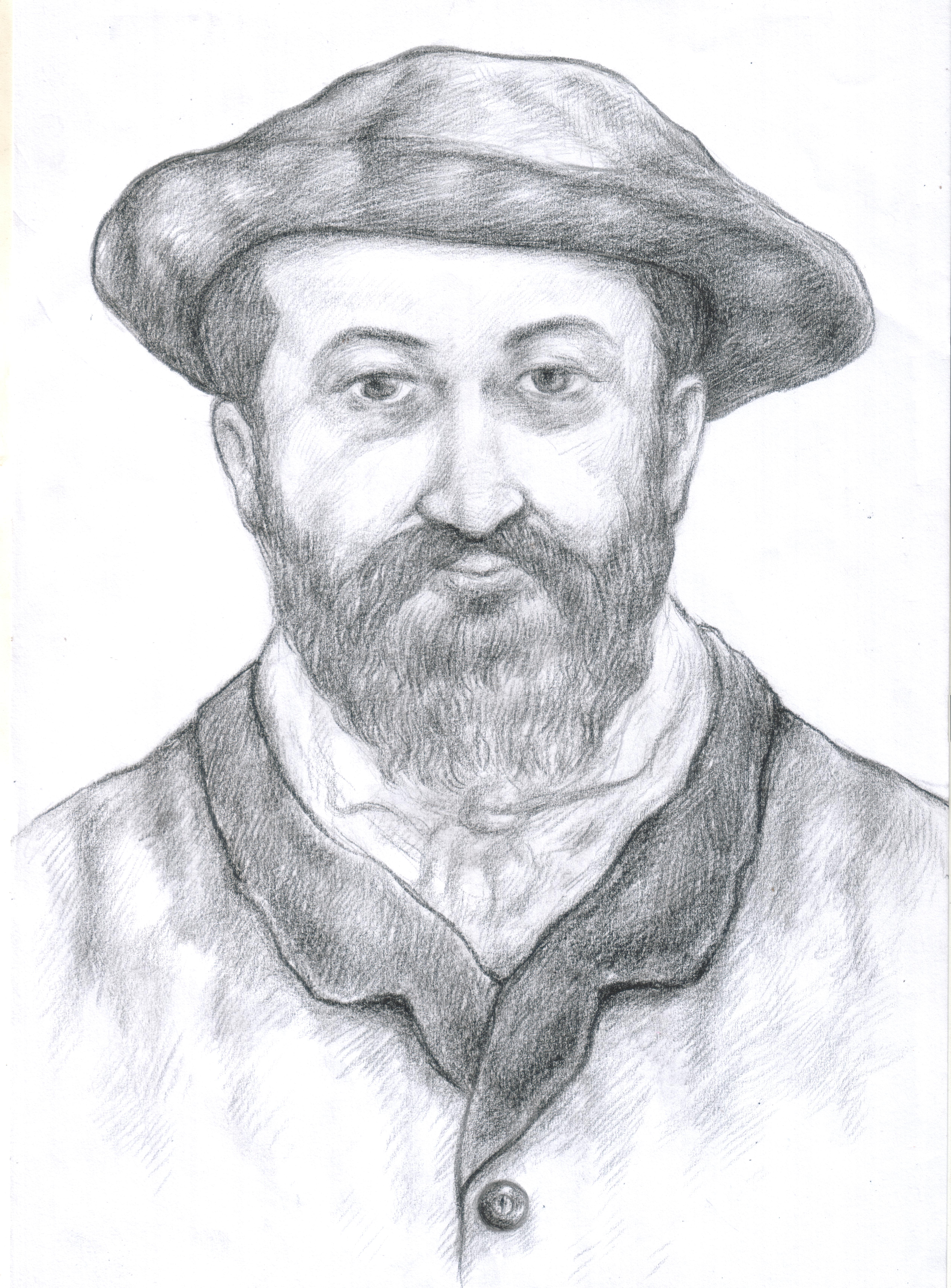
Pierre Emmanuel Damoye.

Pierre Emmanuel Eugène Damoye, född den 20 februari 1847 i Paris, död där den 22 januari 1916, var en fransk målare. 
Damoye utställde alltsedan 1870-talet kraftigt och stort hållna landskap med fransk natur. Damoye är representerad i Luxembourggalleriet och med en dekorativ målning i Hôtel de Ville.